# Hanviller
Hanviller és un municipi francès, situat al departament del Mosel·la i a la regió del Gran Est. L'any 2007 tenia 251 habitants.

## Demografia

### Població
El 2007 la població de fet de Hanviller era de 251 persones. Hi havia 80 famílies, de les quals 12 eren unipersonals (4 homes vivint sols i 8 dones vivint soles), 24 parelles sense fills, 32 parelles amb fills i 12 famílies monoparentals amb fills.
La població ha evolucionat segons el següent gràfic:
Habitants censats

### Habitatges
El 2007 hi havia 102 habitatges, 83 eren l'habitatge principal de la família, 15 eren segones residències i 4 estaven desocupats. 82 eren cases i 19 eren apartaments. Dels 83 habitatges principals, 60 estaven ocupats pels seus propietaris, 20 estaven llogats i ocupats pels llogaters i 3 estaven cedits a títol gratuït; 3 tenien dues cambres, 7 en tenien tres, 13 en tenien quatre i 60 en tenien cinc o més. 72 habitatges disposaven pel capbaix d'una plaça de pàrquing. A 25 habitatges hi havia un automòbil i a 52 n'hi havia dos o més.

### Piràmide de població
La piràmide de població per edats i sexe el 2009 era:
| Homes | Edats   | Dones |
| ----- | ------- | ----- |
| 0     | 95 o +  | 0     |
| 0     | 90 a 94 | 0     |
| 0     | 85 a 89 | 0     |
| 0     | 80 a 84 | 4     |
| 4     | 75 a 79 | 8     |
| 0     | 70 a 74 | 0     |
| 8     | 65 a 69 | 8     |
| 4     | 60 a 64 | 4     |
| 8     | 55 a 59 | 4     |
| 12    | 50 a 54 | 0     |
| 0     | 45 a 49 | 8     |
| 16    | 40 a 44 | 4     |
| 8     | 35 a 39 | 4     |
| 24    | 30 a 34 | 16    |
| 16    | 25 a 29 | 8     |
| 0     | 20 a 24 | 4     |
| 4     | 15 a 19 | 4     |
| 12    | 10 a 14 | 4     |
| 0     | 5 a 9   | 8     |
| 8     | 0 a 4   | 12    |

## Economia
El 2007 la població en edat de treballar era de 160 persones, 111 eren actives i 49 eren inactives. De les 111 persones actives 96 estaven ocupades (58 homes i 38 dones) i 15 estaven aturades (9 homes i 6 dones). De les 49 persones inactives 9 estaven jubilades, 13 estaven estudiant i 27 estaven classificades com a «altres inactius».

### Ingressos
El 2009 a Hanviller hi havia 85 unitats fiscals que integraven 248 persones, la mediana anual d'ingressos fiscals per persona era de 15.521 €.

### Activitats econòmiques
Dels 2 establiments que hi havia el 2007, 1 era d'una empresa extractiva i 1 d'una empresa de fabricació d'altres productes industrials.

## Poblacions més properes
El següent diagrama mostra les poblacions més properes.